# David Vidales
David Vidales, né le 1er mai 2002 à León, est un pilote automobile espagnol. Il évolue en 2022 dans le championnat de Formule 3 FIA avec l'écurie espagnole Campos Racing.

## Biographie

### Débuts en karting (2013-2019)
En 2013, David Vidales commence le karting. Il remporte une première fois le championnat d'Espagne, qu'il remporte de nouveau l'année suivante. En 2017, il rejoint la "Tony Kart Racing Team", équipe avec laquelle il termine 3e de la WSK Final Cup. Ce résultat lui permet de disputer la même année le championnat du monde, où il bat les têtes de série comme Clément Novalak ou Gianluca Petecof, membre de la Ferrari Driver Academy. Il finit 3e de la Coupe du Monde l'année suivante puis 2e en 2019.

### Formula Renault Eurocup et Formule Régionale (2020-2021)

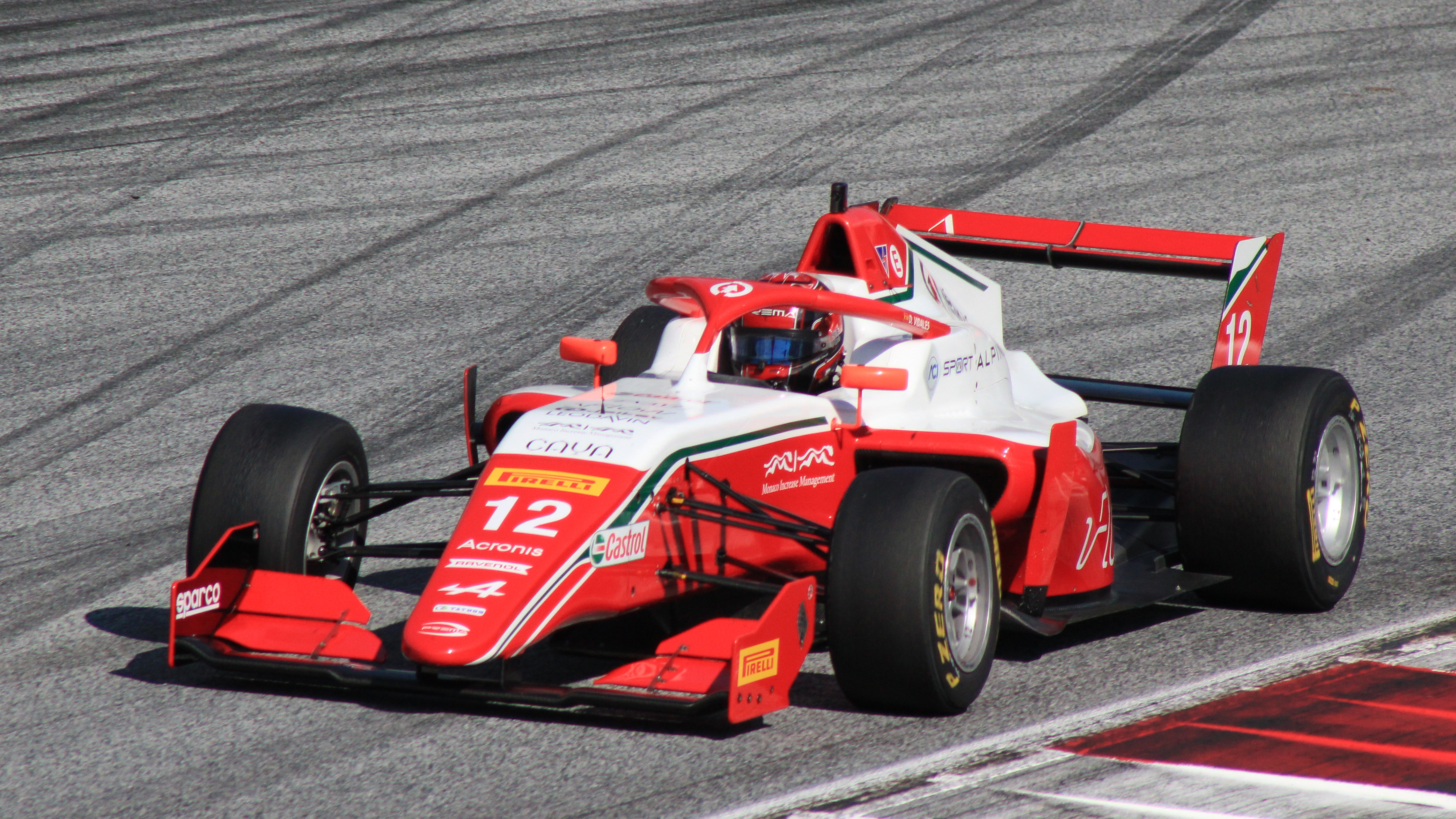
David Vidales en Formule Régionale en 2021 à Spielberg

En Formula Renault Eurocup 2020, David Vidales fait ses débuts en monoplace en Formula Renault Eurocup, où il signe avec JD Motorsport à partir de la deuxième manche à Imola. Dès sa première participation, il réalise une pole position, deux meilleurs tours et remporte deux victoires. Il obtient six podiums lors de ses sept premières courses, puis rentre dans le rang à partir de la deuxième moitié de saison. Pour sa première saison, il termine 6e du championnat.
En 2021, la Formula Renault Eurocup devient le championnat d'Europe de Formule Régionale. L'écurie championne en titre, Prema Powerteam, décide de faire confiance à David Vidales pour cette nouvelle saison. En début d'année, il participe également à quelques courses du championnat d'Asie de Formule 3.

### Promotion en Formule 3 FIA (2022)
Le 17 février 2022, Vidales signe avec Campos Racing pour participer au championnat de Formule 3 FIA.

## Résultats en compétition automobile
| Saison | Championnat                     | Écurie                    | Courses | Victoires | Pole positions | Meilleurs tours | Podiums | Points | Classement |
| ------ | ------------------------------- | ------------------------- | ------- | --------- | -------------- | --------------- | ------- | ------ | ---------- |
| 2020   | Formula Renault Eurocup         | JD Motorsport             | 18      | 2         | 1              | 2               | 6       | 167    | 6e         |
| 2021   | Championnat d'Asie de Formule 3 | Abu Dhabi Racing by Prema | 6       | 0         | 0              | 0               | 1       | 38     | 13e        |
| 2021   | Formule Régionale Europe        | Prema Powerteam           | 20      | 1         | 1              | 1               | 3       | 102    | 10e        |
| 2022   | Formule 3 FIA                   | Campos Racing             | 18      | 1         | 0              | 0               | 1       | 29     | 16e        |
| 2023   | Super Formula Lights            | B-Max Racing Team         | 15      | 0         | 0              | 0               | 1       | 19     | 9e         |